# 每分钟120击
《每分钟120击》（法語：120 battements par minute）是一部2017年的法國電影作品，為法國導演羅賓·康皮洛執導的第三部劇情長片。本片獲選為第70屆坎城影展正式競賽片，並獲得評審團大獎。

## 劇情大綱
1990年代初期的法國，一群與ACT UP巴黎分會有關的社運人士努力地以各種活動對抗四處盛行的愛滋病，雖然法國政府已經宣布有意願支持HIV患者，但ACT UP公開譴責政府行動如蝸行牛步，並批評他們進行言論審查。在梅爾頓製藥公司宣布計畫在次年製藥會議上公布其HIV試驗結果時，ACT UP成員闖入製藥公司辦公室潑灑假血進行抗議，並要求其立即公布結果。
此次抗議雖有斬獲，但成員卻對是否該採取如此激烈的手段產生激辯。在該年的同志遊行中，ACT UP努力策畫比往年更有效的行動，並感嘆同志們在遊行中「只是像僵屍一樣死氣沉沉地走著」。
在ACT UP內部多場大型會議上，激進派要求採取更直接的行動，而其他成員則是和科學家開會溝通，試圖取得科學界的專業知識和一線消息。組織裡的成員們總是對行動路線爭論不休，而激烈的抗議行動也使得不少成員被捕。
電影的焦點從ACT UP的政治抗議行動轉漸轉移到個別成員的故事。傑里米是組織裡的HIV帶原者，其健康狀況急速惡化。在他死後，團體按照他的遺願將他的屍體抬上街遊行。
新進成員納森是沒有感染HIV的男同性戀，他愛上年長的帶原者西恩，兩人有了性關係，並談論了彼此的性經驗史。西恩是在16歲時感染的，其病情不容樂觀，在西恩臨終前，納森一直在床邊照顧他，並讓他接受安樂死。按照西恩的遺願，ACT UP成員闖入一場健康保險會議中，將西恩的骨灰撒在與會者和他們的食物上。

## 演員
- 納韋爾·培瑞茲·比斯卡亞 - Sean
- Arnaud Valois - Nathan
- 阿黛兒·艾奈爾 - Sophie
- Antoine Reinartz - Thibault
- Yves Heck - The French Teacher
- Emmanuel Ménard - Proviseur
- François Rabette - Michel Bernin

## 獎項
| 獎項           | 獎項               | 受獎者      | 階段／結果 |
| -------------- | ------------------ | ----------- | ---------- |
| 第70屆坎城影展 | 金棕櫚獎           | 羅賓·康皮洛 | 提名       |
| 第70屆坎城影展 | 評審團大獎         | 羅賓·康皮洛 | 獲獎       |
| 第70屆坎城影展 | 費比西國際影評人獎 | 羅賓·康皮洛 | 獲獎       |
| 第70屆坎城影展 | 同志金棕櫚獎       | 羅賓·康皮洛 | 獲獎       |
| 第70屆坎城影展 | 法蘭索瓦·夏萊獎    | 羅賓·康皮洛 | 獲獎       |